# Papilionidae
I Papilionidi (Papilionidae Latreille, 1802) sono una famiglia di farfalle grandi e multicolori, che comprende circa 600 specie. Sebbene la maggior parte vivano alle latitudini tropicali e temperate, altre sono presenti in tutti i continenti (ad eccezione dell'Antartide). Alcune di queste, in particolare del genere Parnassius, possono volare ad altezze notevoli. Tra le specie del genere Ornithoptera, diffuse nel sud-est asiatico e in Australasia, Ornithoptera alexandrae (anche conosciuta come Troides alexandrae) è la più grande farfalla diurna esistente (fino a 31 cm di apertura alare nelle femmine).

## Descrizione
Le papilionidi si distinguono per alcune caratteristiche morfologiche peculiari.

### Adulto

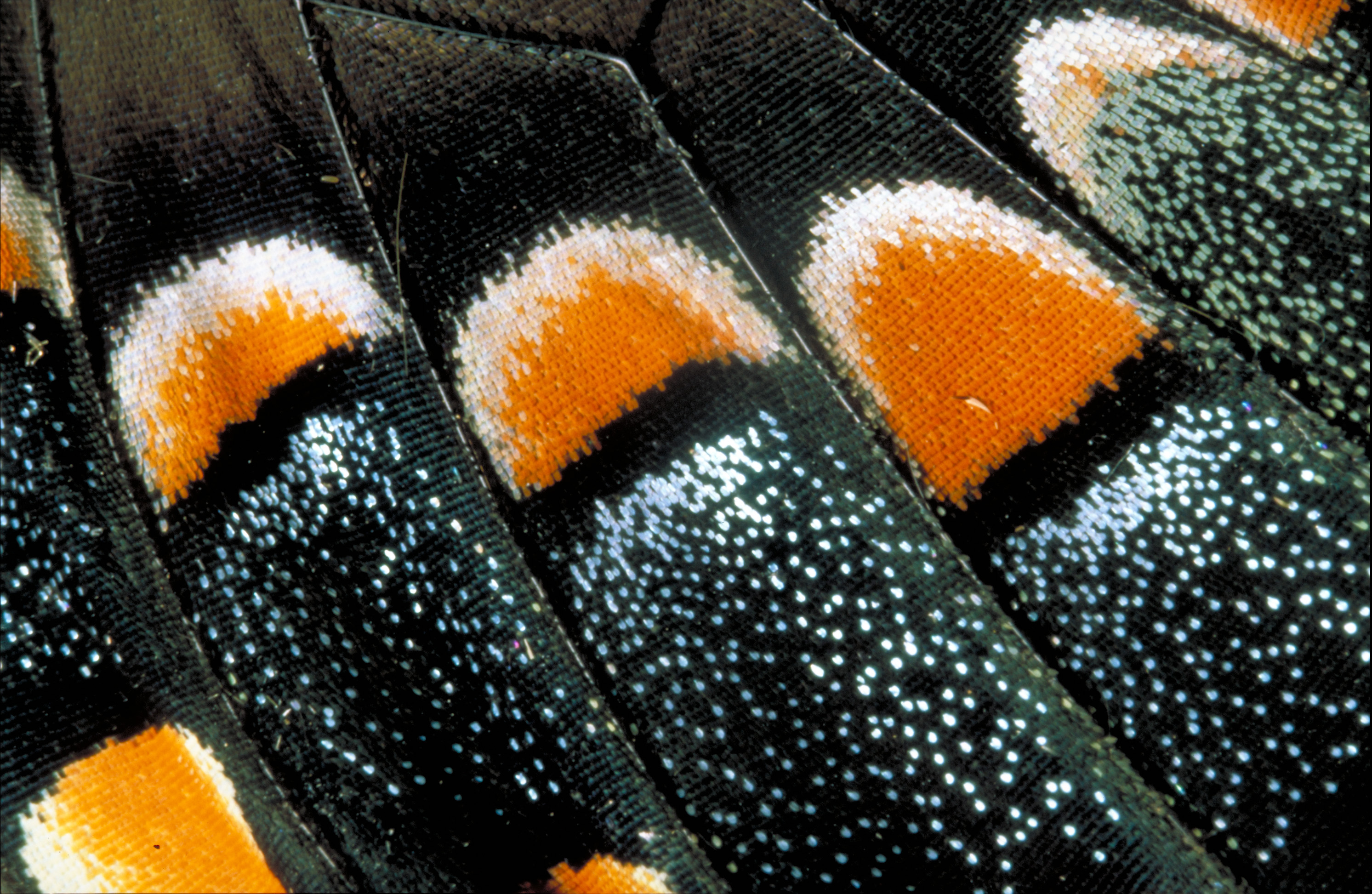
Dettaglio di scaglie sulle ali in un papilionide.

Il nome comune "coda di rondine" si riferisce a due estensioni dei bordi delle ali posteriori che assomiglia ad una coda che si riscontra in varie papilionidi. La loro funzione non è ancora chiara, ma alcuni studi genetici hanno suggerito che si tratta di un carattere recessivo monofattoriale. Inoltre posseggono un dimorfismo (o ancor meglio dicroismo) sessuale.
La seconda vena anale dell'ala anteriore dell'adulto si estende fino al margine dell'ala e non converge con la prima vena anale. In tutte le altre famiglie di farfalle le vene 1A and 2A si fondono e la 2A non raggiunge il margine dell'ala.
L'ala posteriore presenta una sola nervatura anale ed un margine interno pronunciatamente concavo, tanto che quando le ali sono aperte, è possibile vedere uno spazio tra queste e il corpo dell'insetto.
Gli scleriti cervicali si uniscono dietro il collo.
Inoltre sono privi di ocelli e di frenulo e hanno proboscide ben sviluppata, palpi mascellari atrofici.
Le antenne sono abbastanza corte e dotate di una forte clava curvata verso il basso.
Le zampe sono tutte e sei sviluppate completamente in entrambi i sessi (a differenza di quanto si riscontra in altre famiglie come i Satyridae) e terminano con unghie semplici; si nota una epifisi nella tibia anteriore.
Gli Apollo, rappresentanti della sottofamiglia Parnassiinae, mostrano un volo notevolmente lento e faticoso, tant'è che la maggior parte del periodo di veglia viene impiegata per scaldarsi sul terreno e suggere nettare. Le femmine di queste specie presentano, dopo l'accoppiamento, una sorta di borsa cornea adesa all'addome, detta sphragis, che ha lo scopo di impedire copule successive.
I Macaoni (sottofamiglia Papilioninae) riescono invece ad avere migliore capacità di volo.

### Uova
Le uova sono emisferiche.

### Larva

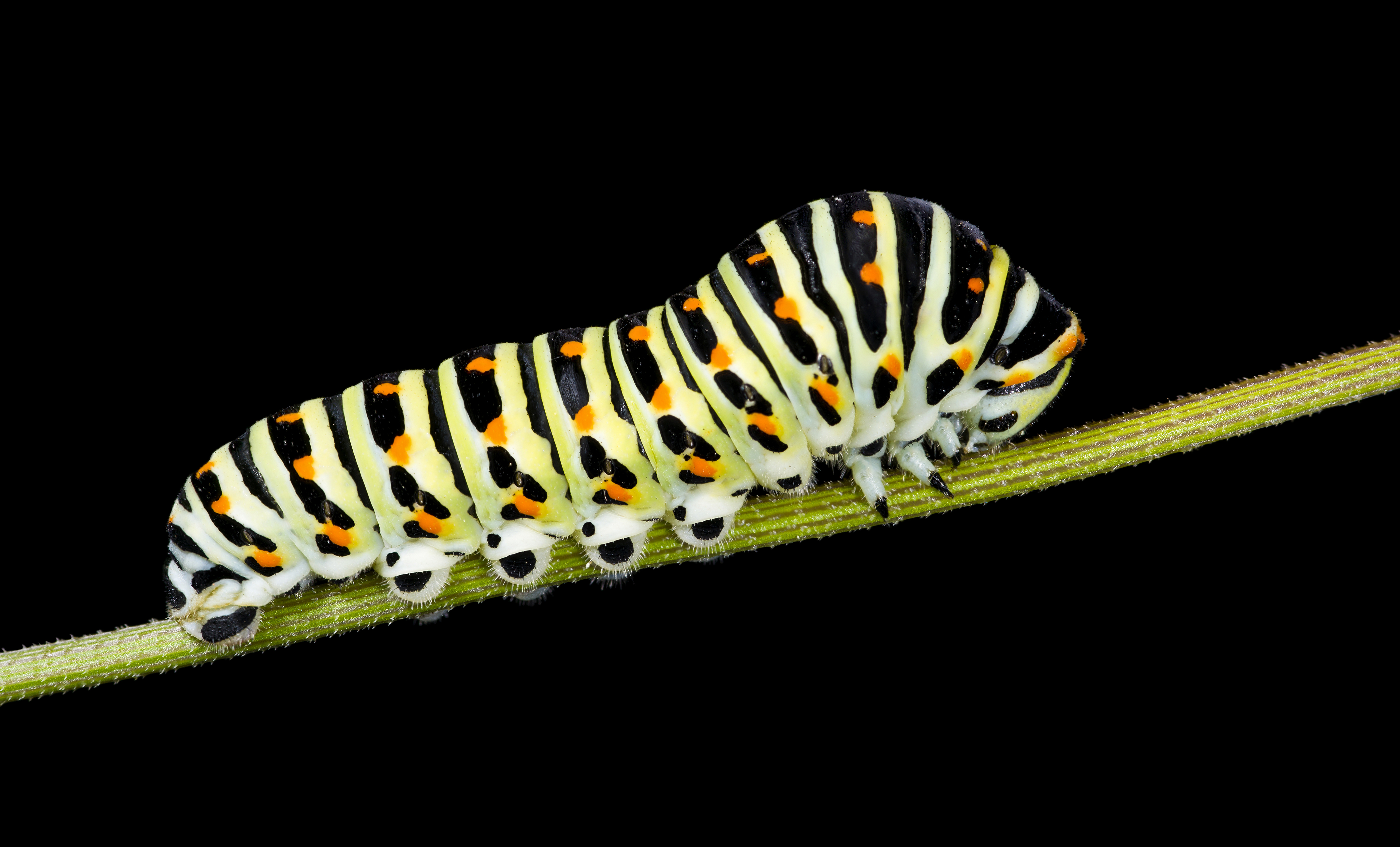
Bruco di Papilio machaon

I bruchi, in genere glabri, sono provvisti di un organo erettile biforcato, dietro la nuca, conosciuto come osmeterium, che può espellere un secreto dall'odore nauseante; esso è invaginato nel I segmento toracico. Quando il bruco è molestato, sposta la testa all'indietro e alza l’osmeterium in modo da dissuadere il predatore. Poiché l'osmeterium produce un forte odore nauseabondo, alcuni ritengono sia un apparato difensivo, altri invece sostengono che sia adibito ad espellere sostanze tossiche assunte dalle piante. 
Le larve utilizzano per nutrirsi piante appartenenti alle: Aristolochiaceae, Annonaceae, Lauraceae, Apiaceae e Rutaceae.

### Pupa
Nei Macaoni la pupa o crisalide è attaccata al substrato (foglie di piante ospiti o altro) tramite il cremaster e sostenuta da una cintura sericea.
Negli Apollo e nella Polissena (tribù Zerynthiini) la pupa si trova invece avvolta in un sottile bozzolo sul terreno.

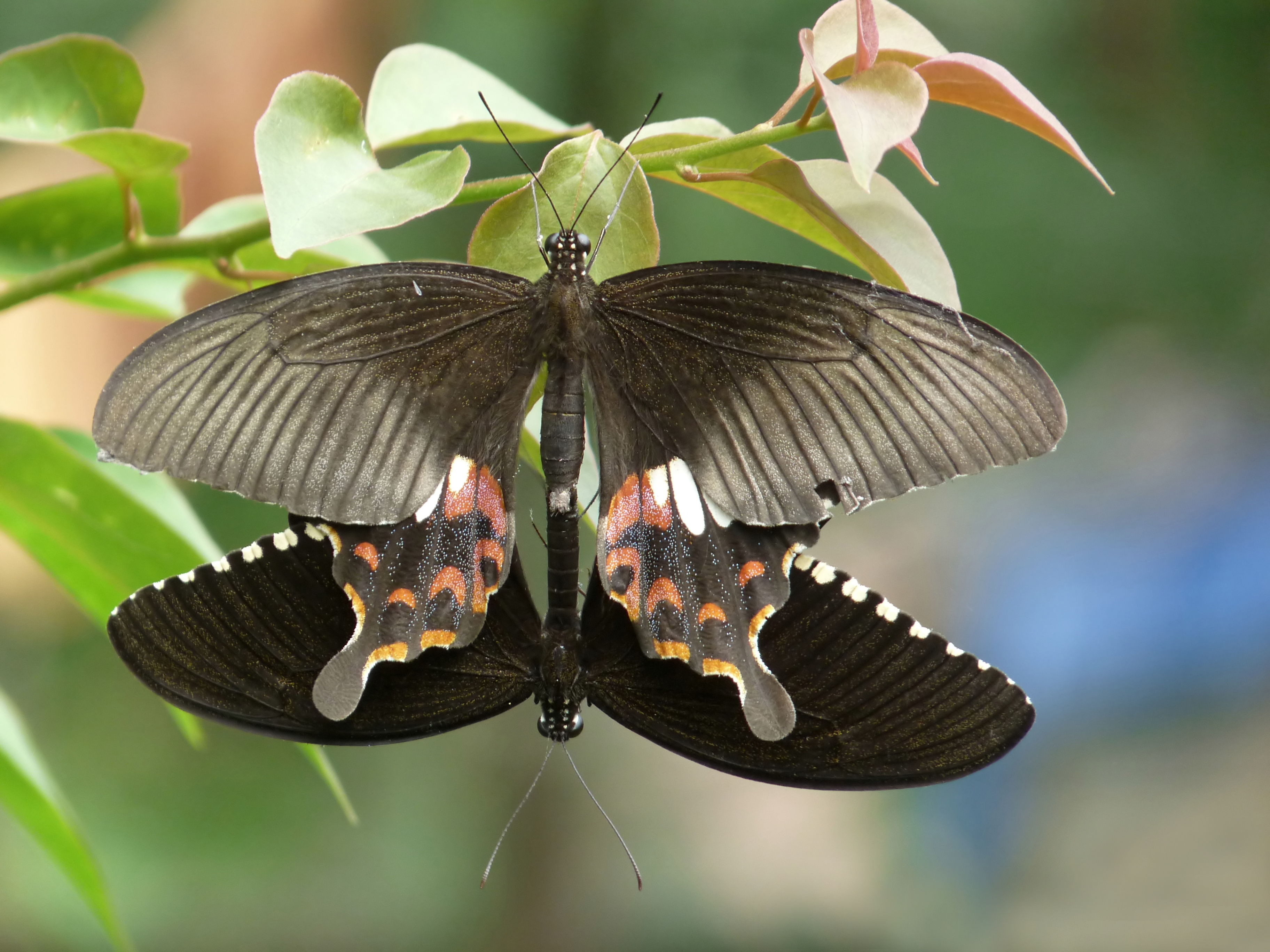
Accoppiamento di Papilio polytes una farfalla della famiglia Papilionidae diffusa in tutta l'Asia.

## Distribuzione e habitat
Il taxon è presente con circa 600 specie nel mondo, distribuite soprattutto nelle zone verdi delle regioni tropicali. Solo 19 specie si trovano in Europa, di cui 8 sono in Italia, con il solo endemismo sardo (e corso) di Papilio hospiton.

## Tassonomia
La famiglia Papilionidae comprende 4 sottofamiglie (una delle quali estinta), suddivise in 7 tribù, a loro volta suddivisibili in 26 generi e circa 600 specie:
- Sottofamiglia Praepapilioninae ormai estinta, conosciuta solo da un singolo fossile [2].
- Sottofamiglia Baroniinae - specie tipo: Baronia brevicornis
- Sottofamiglia Parnassiinae - specie tipo: Parnassius apollo
  - Tribù Parnassiini
  - Tribù Luehdorfiini
  - Tribù Zerynthiini
- Sottofamiglia Papilioninae - specie tipo: Papilio machaon
  - Tribù Leptocircini (in precedenza noti come Graphiini)
  - Tribù Teinopalpini
  - Tribù Troidini
  - Tribù Papilionini

I rapporti filogenetici tra le varie sottofamiglie e tribù sono riassunti in questo cladogramma :
|  | Parnassiini                                                  |
|  |                                                              |
|  | \| \| Luehdorfiini \| \| \| \| \| \| Zerynthiini \| \| \| \| |
|  |                                                              |
|  | Luehdorfiini                                                 |
|  |                                                              |
|  | Zerynthiini                                                  |
|  |                                                              |

|  | Luehdorfiini |
|  |              |
|  | Zerynthiini  |
|  |              |

|  | Troidini                      |
|  |                               |
|  | \| \| Papilionini \| \| \| \| |
|  |                               |
|  | Papilionini                   |
|  |                               |

|  | Papilionini |
|  |             |

|  | Troidini                      |
|  |                               |
|  | \| \| Papilionini \| \| \| \| |
|  |                               |
|  | Papilionini                   |
|  |                               |

|  | Papilionini |
|  |             |

|  | Troidini                      |
|  |                               |
|  | \| \| Papilionini \| \| \| \| |
|  |                               |
|  | Papilionini                   |
|  |                               |

|  | Papilionini |
|  |             |

|  | Troidini                      |
|  |                               |
|  | \| \| Papilionini \| \| \| \| |
|  |                               |
|  | Papilionini                   |
|  |                               |

|  | Papilionini |
|  |             |

|  | Parnassiini                                                  |
|  |                                                              |
|  | \| \| Luehdorfiini \| \| \| \| \| \| Zerynthiini \| \| \| \| |
|  |                                                              |
|  | Luehdorfiini                                                 |
|  |                                                              |
|  | Zerynthiini                                                  |
|  |                                                              |

|  | Luehdorfiini |
|  |              |
|  | Zerynthiini  |
|  |              |

|  | Troidini                      |
|  |                               |
|  | \| \| Papilionini \| \| \| \| |
|  |                               |
|  | Papilionini                   |
|  |                               |

|  | Papilionini |
|  |             |

|  | Troidini                      |
|  |                               |
|  | \| \| Papilionini \| \| \| \| |
|  |                               |
|  | Papilionini                   |
|  |                               |

|  | Papilionini |
|  |             |

|  | Troidini                      |
|  |                               |
|  | \| \| Papilionini \| \| \| \| |
|  |                               |
|  | Papilionini                   |
|  |                               |

|  | Papilionini |
|  |             |

|  | Troidini                      |
|  |                               |
|  | \| \| Papilionini \| \| \| \| |
|  |                               |
|  | Papilionini                   |
|  |                               |

|  | Papilionini |
|  |             |

### Alcune specie
Le farfalle di questa famiglia diffuse in Italia sono:

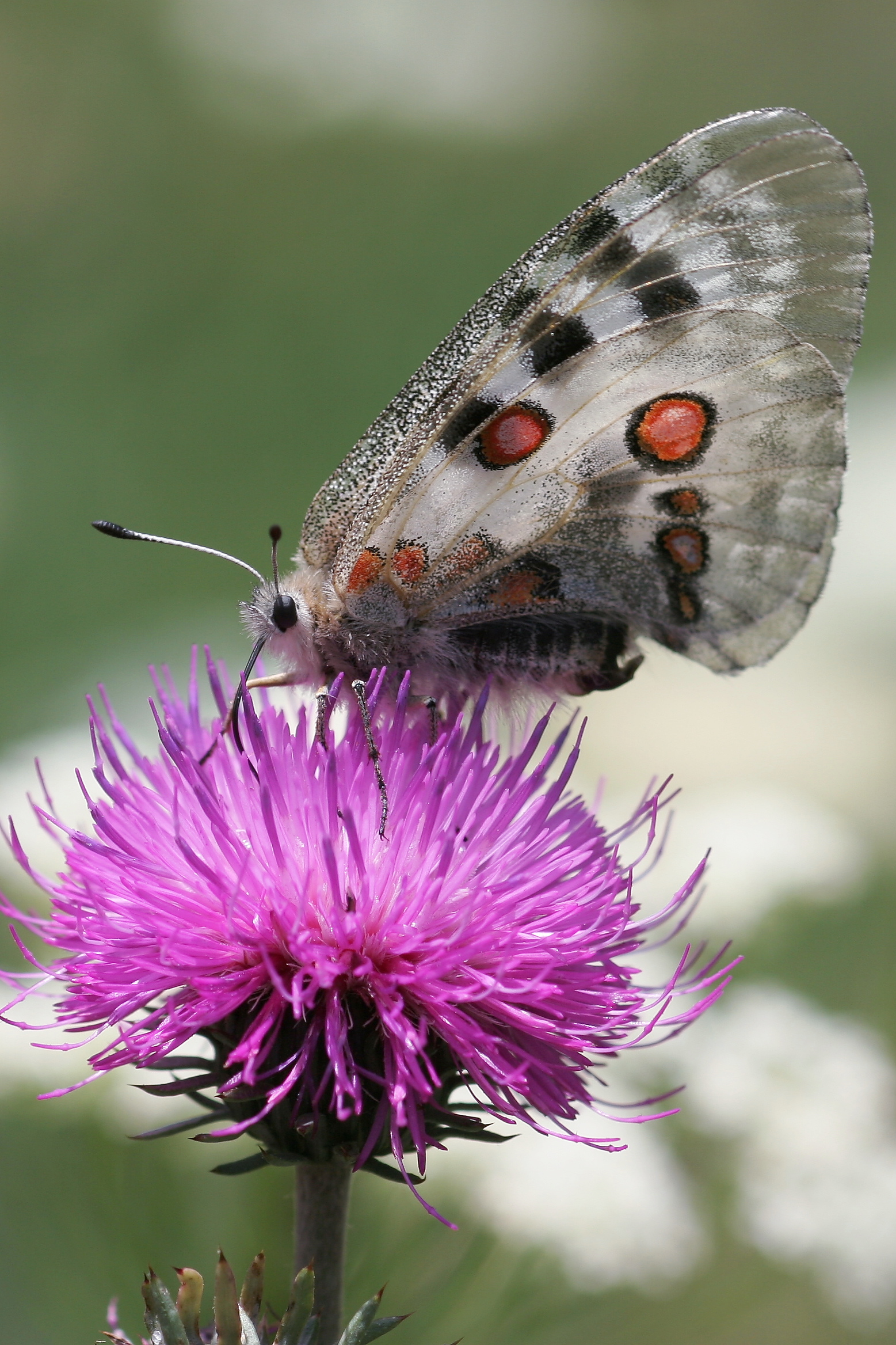
Esemplare di Parnassius apollo

- Papilio alexanor
- Papilio hospiton
- Papilio machaon
- Iphiclides podalirius
- Parnassius apollo
- Parnassius mnemosyne
- Parnassius phoebus
- Zerynthia polyxena